# Новое (Константиновское сельское поселение)
В Тутаевском районе есть ещё одна деревня Новое, в Левобережном сельском поселении.
Новое — деревня Фоминского сельского округа Константиновского сельского поселения Тутаевского района Ярославской области .
Деревня находится в центре сельского поселения, к югу от Тутаева и к западу от посёлка Константиновский. Она расположена в 1,5 км к востоку от дороги следующей от Тутаева на юг к посёлку Чёбаково. Новое стоит на окруженном лесами поле, на этом же поле на расстоянии около 1 км к северо-западу стоит деревня Баскачево. Примерно в 700 м к югу от Нового проходит железнодорожная ветка промышленного назначения, следующая от станции Чебаково. На расстоянии около 1,5 км к востоку от Нового на указанной железнодорожной ветке находится станция Пустово и посёлок при ней. В Пустово ветка разделяется в направлениях на Тутаев и Константиновский .
Деревня Новая указана на плане Генерального межевания Борисоглебского уезда 1792 года. В 1825 Борисоглебский уезд был объединён с Романовским уездом. По сведениям 1859 года деревня относилась к Романово-Борисоглебскому уезду .
На 1 января 2007 года в деревне Новое не числилось постоянных жителей . По карте 1975 г. в деревне жило 12 человек. Почтовое отделение, находящееся в посёлке Фоминское, обслуживает в деревне на Лесной улице .